# NGC 7422
NGC 7422 ist eine Spiralgalaxie vom Hubble-Typ Sb im Sternbild Fische auf der Ekliptik. Sie ist schätzungsweise 222 Millionen Lichtjahre von der Milchstraße entfernt und hat einen Durchmesser von etwa 65.000 Lj.
Im selben Himmelsareal befindet sich u. a. die Galaxie IC 1460.
Die Typ-Ic-Supernova SN 2008du wurde hier beobachtet.
Das Objekt wurde am 11. August 1864 von Albert Marth entdeckt.